# 廣瀬友里
廣瀬 友里（ひろせゆり / Yuri Hirose、1990年5月25日 - ）は、日本の女性シンガーソングライター。熊本県出身。身長162cm。血液型はB型。

## 来歴
3歳の頃からピアノを習い、ソルフェージュ・聴音・楽典も始める。
小学校では毎年オーディションを勝ち取り、ピアノ伴奏の座を獲得。この頃から音楽が大好きで、常にコーラスラインを創作していた。小学校の卒業アルバムには夢は歌手になると記載されているとブログに綴っている。
中高一貫女子校、頌栄女子学院中学校・高等学校に通い、6年間バスケットボール部に所属。
中高と全学年の合唱コンクールにてピアノ伴奏を務める。また、中高では合唱コンクールの歌唱指導を6年間務め、準優勝も獲得。この歌唱指導がきっかけで歌うことへの情熱がますます芽生える。そして、歌を人に教えることの楽しさを学ぶ。
高校3年生のとき、合唱コンクールでソロパートを務める。
大学受験直前までの高校3年間、声楽を東京芸術大学講師に師事、ピアノを東京学芸大学講師に師事、アルス音楽院で音楽理論・聴音をマスターする。
進路相談の時に第一志望に"音楽専門学校"と書いたが、母親と担任教師に説得され、しぶしぶ志望校を音楽の教員免許を取得できる国立の大学に変更している。
高校3年生で都内の声楽コンクールで特別賞を受賞。その一方、 ガールズバンド『ラピスラズリ』のキーボードを担当。
その後、センター入試で青山学院女子短期大学へ入学し、音楽活動をスタート（その後編入試験を受け、法政大学経営学部へ三年次編入している）。
2010年、青山学院女子短期大学在学中に今まで海外へ行ったこともなく英語も話せないにも関わらず単身でニューヨークへ留学。Beverly Smithに師事し、プライベートレッスンではいつもいるはずのない蟻がいて、Ant Girl(旧アーティスト名)と命名。
『この駅前で』というストリートライブの実体験を綴った歌がある。（1st mini album『My Confession』/ Yuri Hiroseより）ストリートライブはアーティスト廣瀬友里の原点だと本人は語る。

### 略歴
2011年8月25日 1st single『Inside my love』リリース。幡ヶ谷 heavy sickにて初のワンマンライブを開催し、動員数100人以上を集める。
- 1st single『Inside my love』限定販売300枚を完売。
2011年5月23日 mero.jp weekly ranking ランクイン。
-『花火夜空』2位を記録。
-『In the name of love』5位を記録。
2011年度早稲田大学祭ステージ出演。
2012年初旬、アーティスト名を本名の廣瀬友里(Yuri Hirose)に改名し、Birthday Eve所属アーティストとなる。
2012年4月23日 Birthday Eveより2nd single『あいたい』リリース。渋谷Star Loungeにてレコ発ライブを開催、150人動員。このとき、自身はオープニングアクト。
2012年7月 赤坂BLITZに出演し、MVA Award特別賞を獲得し、フリーで活動開始。
2013年1月 法政大学在学中に周りが就職活動を行うなか、自身は【3ヶ月で路上ライブCD1,500枚挑戦】を行う。キーボードと音響機材を抱えて全国各地を路上ライブでまわり、挑戦61日目でCD1,500枚完売達成。
2013年2月 六本木 morph-tokyoにてワンマンライブ『300人のお客さんで会場をいっぱいに』にて目標の動員数300人を達成。
- 波田陽区がギターを持って登場し、共演。恒例のネタで廣瀬友里を斬る。ライブ上のみの別キャラクター「キャロライン」誕生。
2013年2月21日 1st mini album『My Confession』リリースし、都内タワーレコードでインストアライブを行う。
TOWER RECORDS渋谷店でデイリーチャート1位を2日、ウィークリーチャート総合で1位となる。
2013年10月 CanCam × Google+ 次世代モデルオーディションで応募者総数15000名の中からセミファイナリストに選抜。Google+ で掲載される。
2013年12月30日 吉祥寺Star Pine's Cafeにてワンマンライブ開催。
2014年2月 熊本朝日放送のドキュメンタリー特番出演。(2013年12月〜2014年2月と3ヶ月に及ぶ密着取材のもと。)
お笑い芸人ヒロシ、ゲームソムリエル杏野はるなと対談。
2014年2月14日 新宿Marzでのライブ後、一時活動休止。今の自分に限界を感じ、制作活動・スキルアップに専念する。
2014年9月2日 1st EP『Triste』と『Romanti』二枚同時リリース。
アーティスト名をyuriに改名し、Shibuya O-WESTにてレコ発ライブを開催し完全復帰。
2014年9月 TOWER RECORDS池袋店、渋谷店、柏店にてインストアライブ開催。
2015年5月 KAB 熊本朝日放送 『5ch (ファイブチャンネル)』"SATURDAY MIDNIGHT"出演。
2015年6月 代官山LOOPにてレコ発ワンマンライブ開催。1st full album『La trace』リリース。
Sony Musicからのメジャーデビューを発表。その後ロサンゼルスへ渡り、実質これが日本で最後のステージとなる。
2015年8月『真夜中のおバカ騒ぎ』出演。
2015年8月 厚生労働省 “生活を支える医療” 在宅医療PVリポーターを務める。

### 渡米後
2015年8月以降、ロサンゼルスでmimi(宮本典子)に歌を師事。
2015年9月、Los Angeles JAPAN FAIR出演 - 研ナオコと共演。
2015年10月、San Diego JAPAN FAIR出演 - 青木隆治と共演。英語だけでなく、スペイン語での歌唱も初披露。
2015年11月、サンディエゴ新聞 “The San Diego Union-Tribune” で日本特集を務める。
2016年、調理師、フードコーディネーター、ナチュラルフード、ベジタブル&フルーツマイスターの資格を取得する。
2017年、弁当のケータリング事業を始める。
2018年、ロサンゼルスでマイケル・ジャクソン等トップスターのボーカルメソッド「Speech Level Singing」（スピーチ・レベル・シンギング、SLS）創設者Seth Riggsの右腕であり、Michael Jackson、One Direction、Justin Bieber、Natasha Bedingfield、Kelly ClarksonなどのコーチをしているDave Stroudのもとでボーカルコーチをしている。

### 人物
レバ刺し、馬刺し、タン刺しなど大の生肉好きである。趣味は美味しいものを食べ巡ること。ストレス解消法はジムでワークアウトすること。犬猫好き。小さい頃から父親の影響で車の中でWhiteney Houston, Celine Dion, Carpentersなどの洋楽が流れていて、コーラスラインを常に即興していたそうだ。音楽はAlicia Keysから影響を受けており、自身も憧れだとしている。初めて英語で歌ったのは中学1年生の時の英語の授業でCarpentersの"Yesterday Once More"

## ディスコグラフィ

### シングル
| ♯   | 発売日        | 作品名         | 品番     |
| --- | ------------- | -------------- | -------- |
| 1st | 2011年8月25日 | Inside my love |          |
| 2nd | 2012年4月23日 | あいたい       | BEPR-051 |
| 3rd | 2013年9月13日 | to you..       |          |

### アルバム
| ♯        | 発売日        | 作品名        | 品番       |
| -------- | ------------- | ------------- | ---------- |
| 1st mini | 2013年2月2日  | My Confession | ATMR-004   |
| 1st EP   | 2014年9月2日  | Triste        | EYCJ-14525 |
| 2nd EP   | 2014年9月2日  | Romanti       | EYCJ-14902 |
| 1st full | 2015年6月27日 | La trace      | SYCJ-15627 |

### タイアップ
| 楽曲           | タイアップ                                                                   |
| -------------- | ---------------------------------------------------------------------------- |
| この駅前で     | テレビ朝日系 KAB特番ドキュメンタリー『東京で頑張るということ。』挿入歌       |
| 哀シルエット   | テレビ朝日系 熊本朝日 『KABウェザーライン』2015年4-6月度エンディング・テーマ |
| 哀シルエット   | テレビ朝日系 熊本朝日『パチプレTV-R』2015年5月度エンディング・テーマ         |
| 近くて遠いヒト | FMとよた『スタンドアップ！』POWER PLAY                                       |
| 近くて遠いヒト | 横手かまくらFM『YMJよこてミュージックジャンキーズ!』POWER PLAY               |

## メディア

### 映画
- 供儀、the sacrifice （2016年 監督 : 松枝佳紀）- アイリ役

### ラジオ
- 廣瀬友里のLive LIVE Live（Bay FM、2014年12月 - ）メインパーソナリティ

### CM
- 桐山靖雄『さあ、やるぞ かならず勝つ』十分間法話集(平河出版社、2009年4月 - 9月）

## その他
- 『セサミンE+』CM楽曲制作(2011年)
- 週刊文春、週刊新潮(2010年11月 - 2011年6月) 桐山靖雄との対談、ホストの大河と共に何度かに渡り連載。
- 加須駅前院イメージモデル（2014年1月 - ）
- 厚生労働省の 在宅医療PVリポーター就任。(2015年8月)
- カリフォルニア州サンディエゴ新聞 “The San Diego Union-Tribune”にYuri Hiroseとして掲載。(2015年)